# Vliegbasis Moi
Vliegbasis Moi (ICAO: HKRE), beter bekend als Luchthaven Eastleigh, is een vliegbasis in het oosten van Nairobi (Kenia), in de Eastleigh suburb. De vliegbasis wordt gebruikt door de Keniaanse Luchtmacht. Daarnaast, wordt de vliegbasis ook gebruikt door de East African School of Aviation, gerund door de Kenya Civil Aviation Authority, die werd opgericht in 1954 op de vliegbasis als DCA Training school. De vliegbasis wordt ook gebruikt om Keniaanse luchtcadetten te trainen.
De luchthaven heeft een startbaan van 2410 m.
Door de militaire status, staat de vliegbasis niet op officiële kaarten van Nairobi. Integendeel, het gebied is helemaal blank. Hoewel het wel zichtbaar is op Google Earth. Daar staat het aangegeven als Eastleigh Airport.